# 菲爾頓和布拉德利斯托克 (英國國會選區)

在亞芬郡的位置

菲爾頓和布拉德利斯托克（英語：Filton and Bradley Stoke），英國國會一郡選區，位於英格蘭西南部南格洛斯特郡西北部，包括十一個地方選區。
創設於2010年。2010年大選中保守黨的傑克·洛普雷斯蒂以40.8%選票首次當選。